# Vinica pri Šmarjeti
Vinica pri Šmarjeti je naselje v Občini Šmarješke Toplice.

## Izvor krajevnega imena
Slovenski občnoimenski pomen vinica, kot ga navaja M. Pleteršnik, je 'vinska klet.' Krajevno ime je lahko izpeljano neposredno od tod, čeprav se zdi bolj verjetno, da vsaj delno odseva neki starejši, danes na Slovenskem pozabljen pomen, povezan z gojenjem trte in pridelavo vina, morda prvotno vínьnica, 'vinska gorica, vinoroden kraj', kar se ohranja npr. v poljščini winica 'vinograd'. Krajevna imena enakega izvora so znana tudi hr., srb. Vìnica, mak. Vinica in češ. Vinice.